# Wenn der Farn blüht
Wenn der Farn blüht (ukrainisch: Коли цвіте папороть, Koly zwite paporot) ist eine Folk- oder Ballett-Oper in drei Akten von Jewhen Stankowytsch (Musik) mit einem Libretto von Oleksandr Stelmaschenko nach ukrainischen Volksliedern. Sie entstand Mitte der 1970er Jahre, wurde aber 1979 kurz vor der Premiere von den sowjetischen Behörden verboten und erst am 8. April 2011 konzertant in der Nationalen Philharmonie der Ukraine in Kiew uraufgeführt. Die szenische Uraufführung einer stark bearbeiteten zweiaktigen Fassung fand am 15. Dezember 2017 an der Nationaloper Lwiw statt.

## Handlung
Die Oper hat keine fortschreitende Handlung im traditionellen Sinn. Die Nationaloper Lwiw gibt den Inhalt der dort gespielten – vom Komponisten autorisierten – zweiaktigen Fassung folgendermaßen wieder (Übersetzung größtenteils nach Operavision):

### Erster Akt „Kupalo“
Dieser Teil schildert die alte ukrainische Volkskultur zu einer Zeit, als Mensch und Natur in Einheit lebten.

“‘Human Kupala Night’: Summer solstice. The magical power of the Kupala bonfire. Jumping over it, people go through the ritual of purgation. Marena, a symbol of obstacles to the human existence, is burned. Hands and hearts are joined. The highest passion for body fire is love.
 ‘Mermaid Kupala Night’: Reflection in water. Twofold existence because of the doom. Detachment from reality, virtuality of time and space. Striving for the other world.
 ‘Witch Kupala Night’: Orgy of passion through the perception and appreciation of the pleasures of others. An alternative to existence for self-esteem.
 ‘Fern Flower’: The legend has it that the flower of the fern blooms for a moment at the shortest Kupala night. Is this flower a moment of love, a free human passion that helps to understand the human nature and the world at the shortest summer night?”

„‚Menschen-Kupalo‘: Sommersonnenwende. Die magische Kraft des Kupalo-Feuers. Die Menschen springen über das Feuer und vollziehen so eine rituelle Reinigung. Marena, ein Symbol der Hindernisse der menschlichen Existenz, wird verbrannt. Hände und Herzen sind vereint. Die größte Leidenschaft für das menschliche Feuer ist die Liebe.
 ‚Meerjungfrauen-Kupalo‘: Reflexionen im Wasser. Zweigestaltige Existenz aufgrund der Verdammung. Loslösung von der Realität, Virtualität von Zeit und Raum. Streben nach der anderen Welt.
 ‚Hexen-Kupalo‘: Orgie der Leidenschaft durch die Wahrnehmung und Anerkennung des Vergnügens anderer. Eine Alternative zur Existenz für das Selbstwertgefühl.
 ‚Farn-Blüte‘: Der Legende nach erblüht in der kürzesten Kupala-Nacht für einen Moment die Blume des Farns – eine Traumblume mit magischen Eigenschaften. Symbolisiert diese Blume den Moment der Liebe, eine befreiende Leidenschaft, die hilft, die menschliche Natur und die Welt in der kürzesten Sommernacht zu begreifen?“

### Zweiter Akt „Heroisch“
Der zweite Akt behandelt die kriegerische Bedrohung von außen und den Freiheitskampf der ukrainischen Kosaken.

“The ‘golden age’ of the legendary pagan times or the humanist era, where the harmony of man and nature prevailed in all its manifestations of the completeness of being, is contrasted by the era of humanitarian crises, the threat of wars, chaos in Ukraine, starting from the Cossacks and the post-Cossack era to modern times.
 Weapon is forged.
 Drill assets its military might.
 Battles are raging.
 Death is coming.
 Hope for a newborn son, who is blessed by his native land and mother, is the future of Ukraine, its leader and sage, as Baida or Morozenko were in their days.”

„Dem ‚goldenen Zeitalter‘ der legendären heidnischen Zeit oder der humanistischen Ära, in der die Harmonie von Mensch und Natur in all ihren Erscheinungsformen der Ganzheit des Seins vorherrschte, wird die Ära der humanitären Krisen, der drohenden Kriege und des Chaos in der Ukraine von den Kosaken bis zur Neuzeit gegenübergestellt.
 Waffen werden geschmiedet.
 Schlachten wüten.
 Der Tod kommt.
 Die Zukunft der Ukraine ist die Hoffnung auf einen neugeborenen Sohn, der von seiner Heimat und seiner Mutter gesegnet wurde, er ist ihr Führer und Weiser.“

## Gestaltung
Die Oper schildert höchst detailliert die Kultur der Kosaken der Saporoger Sitsch von deren Entstehen im 15. Jahrhundert bis zum Ende im 17. Jahrhundert. Sie verbindet originale alte Volksweisen mit neueren Modellen der zeitgenössischen Rock-Musik. In der ukrainischen Musikwissenschaft wurde das Werk daher mit Imants Kalniņš’ ähnlich aufgebauter Oper Spēlēju, dancoju verglichen. Der erste Teil wird im Wesentlichen vom Chor vorgetragen. Die Orchestersprache des zweiten Teils ist komplex aufgebaut. Hier verwendet der Komponist auch aleatorische und polytonale Techniken bis hin zu Clustergebilden.
Anders als die eher „primitivrhythmisch“ oder „primitivharmonisch“ wirkenden neufolkloristischen Klänge bei Carl Orff oder Igor Strawinsky erzeugte Stankowytsch die Kraft seines archaischen Klangs durch den Gegensatz zwischen dem Melodisch-Liedhaften und dem schärferen heroischen Ausdruck. Nach eigener Aussage ließ er sich von „dem Melos der Zentral-Ukraine bzw. von der einzigartigen Mehrstimmigkeit des Saporoger Sitsch, also des Kosakentums einerseits und von Karpaten- oder Huzulen-Folklore andererseits“, inspirieren.

## Werkgeschichte
Jewhen Stankowytschs Folk-Oper entstand Mitte der 1970er Jahre. Die französische Konzertgesellschaft Alitepa hatte anlässlich der Weltausstellung in Paris um eine Vertonung von Nikolai Gogols Erzählung Taras Bulba gebeten. Da die Zensur dies verbot, verarbeitete Stankowytsch stattdessen die kosakischen Sitten und Gebräuche der Saporoger Sitsch, die den Hintergrund von Gogols Erzählung bilden, einschließlich der Feiern zum Iwan-Kupala-Tag, dem Fest Johannes des Täufers, das Gogol in seiner Erzählung Der Johannisabend behandelt. Dabei spielt die Farnblüte eine besondere Rolle. Das Libretto stellte Oleksandr Stelmaschenko nach ukrainischen Volksliedern zusammen.
Die Uraufführung sollte 1979 im Palast Ukrajina in Kiew stattfinden. Anschließend waren 25 Aufführungen an der Pariser Oper und eine fünfjährige Zusammenarbeit geplant. Die Bühnenbilder stammten von Evgen Lysik, und die Choreografie von Anatoly Schekera. Als Sängerinnen waren Nina Matviyenko und Olena Romaniv vorgesehen. Unmittelbar vor der Premiere wurde die Oper jedoch auf Anordnung der sowjetischen Behörden verboten, da sie die „ältesten Traditionen der ukrainischen mytho-poetischen Imagination in Wort und Musik exponierte“ und somit die landesweite Kampagne gegen Nationalismus in der Kunst untergrub. Außerdem entsprach die folkloristische Musik nicht dem inoffiziellen Gebot eines westlich-spätromantischen Orchesterklangs im Sinne des sozialistischen Realismus. Auch die aufwendig hergestellten Kostüme und Bühnenbilder wurden vernichtet.
Das Verbot löste viele Diskussionen über den wahren Grund aus und lenkte die öffentliche Aufmerksamkeit auf das Werk. Wolodymyr Subyzkyjs auf ukrainischen Legenden basierendes Opern-Oratorium-Ballett Tschumazkyj schljach (Чумацький шлях bzw. ‚Die Milchstraße‘, 1983, Libretto: Wassyl Dowschyk) ist stark von Wenn der Farn blüht beeinflusst.
Auch nach der Unabhängigkeit der Ukraine dauerte es noch lange, bis das Werk vollständig gespielt werden konnte. Einen ersten Versuch gab es 1995 anlässlich der Tage der Ukrainischen Kultur in Frankreich. Während die französische Seite mit dem Vorschlag einverstanden war, zogen die ukrainischen Mitglieder des Organisationskomitees es jedoch vor, das Land anderweitig zu repräsentieren. Auch der Versuch, das Werk 1998 in der Schweiz vorzustellen, scheiterte ebenso wie ein späterer Plan für eine Produktion am Opernhaus von Donezk. Nur gelegentlich wurden Ausschnitte aus der Oper gespielt. Im Jahr 2000 gab es eine konzertante Teilaufführung in Kiew.
Erst am 8. April 2011 kam es als Abschluss des Kiew-Festivals zu einer konzertanten Uraufführung in der Nationalen Philharmonie der Ukraine. Wolodymyr Sirenko leitete das Nationale Sinfonieorchester der Ukraine und den Nationalen ukrainischen Volkschor Werowka. Man spielte eine bearbeitete Fassung der Oper mit Strichen und einigen neu komponierten Stücken unter dem Titel Kolyska schyttja (Колиска життя bzw. ‚Die Wiege des Lebens‘).
Die szenische Uraufführung fand am 15. Dezember 2017 an der Nationaloper Lwiw statt. Es handelte sich um eine zweiaktige Fassung in einer Inszenierung von Vasyl Vovkun. Die Bühnenbilder stammten von Tadei Ryndzak, die Kostüme von Hanna Ipatieva, das Lichtdesign von Dmytro Tsyperdiuk und die Choreografie von Artem Shoshyn und Serhii Naienko. Außerdem war die Filmproduktionsgesellschaft The Little Films mit dem Regisseur Serhii Krutsenko beteiligt. Die musikalische Leitung hatte Wolodymyr Sirenko. Die beiden Vokalsolisten waren Nina Matviienko und Mykhailo Malafii. Da anstelle des ursprünglich vorgesehenen Folk-Chores nur ein akademischer Opernchor zur Verfügung stand, musste der Komponist die Partitur entsprechend anpassen. Außerdem ergänzte er eine Ouvertüre mit Motiven der Oper.
Diese Produktion erwies sich als großer Erfolg. Bei der Premiere waren viele hochrangige Persönlichkeiten anwesend. Alle 17 Aufführungen bis August 2018 waren ausverkauft.

## Aufnahmen
- 15. Dezember 2017 – Wolodymyr Sirenko (Dirigent), Vasyl Vovkun (Inszenierung), Tadei Ryndzak (Bühne), Hanna Ipatieva (Kostüme), Dmytro Tsyperdiuk (Licht), Artem Shoshyn und Serhii Naienko (Choreografie), The Little Films (Filmproduktion), Serhii Krutsenko (Filmregie), Ballett, Chor und Orchester der Nationaloper Lwiw.
 Nina Matviienko (Solistin), Mykhailo Malafii (Solist), Olena Romaniv, Iryna Chikel und Liliia Sobchyshyn (Chorsolisten), Serhii Kachura, Dariia Kosmina, Nataliia Pelio, Olena Chernichenko, Mariia Potapova und Zoriana Dvorska (Haupttänzer).
 Live aus der Nationaloper Lwiw; Mitschnitt der szenischen Uraufführung.
 Videostream auf Operavision.[3]